# 黑脊狡蛛
黑脊狡蛛（学名：Dolomedes horishanus）为盗蛛科狡蛛属的动物。分布于日本、台湾岛等地，多栖息于山区溪流边。该物种的模式产地在日本。